# Чарноґлови
Чарноґлови (пол. Czarnogłowy, нім. Zarnglaff) — село в Польщі, у гміні Пшибернув Голеньовського повіту Західнопоморського воєводства.
Населення — 941 особа (2011).
У 1975-1998 роках село належало до Щецинського воєводства.

## Демографія
Демографічна структура станом на 31 березня 2011 року:
|          | Загалом | Допрацездатний вік | Працездатний вік | Постпрацездатний вік |
| -------- | ------- | ------------------ | ---------------- | -------------------- |
| Чоловіки | 495     | 100                | 363              | 32                   |
| Жінки    | 446     | 97                 | 264              | 85                   |
| Разом    | 941     | 197                | 627              | 117                  |